# На каждом километре
«На каждом километре» (болг. На всеки километър) — героико-приключенческий многосерийный телевизионный фильм производства Болгарии. Состоит из двух частей. Первая (1969 год) посвящена подпольной и партизанской борьбе болгарских коммунистов в 1923—1944 годах. Во второй части (1971 год, совместно с Венгрией) главные герои продолжают бороться с внутренними и внешними врагами социалистической Болгарии. Демонстрировался в СССР.

## Роли и исполнители
- Стефан Данаилов — Никола Деянов (Сергей, доцент Милев), коммунист, партизан и разведчик
- Григор Вачков — Димитр Атанасов (Митко Бомба, Бомбов, Бомбаджиев), друг детства и соратник Деянова
- Георгий Черкелов — Богдан Велинский, полковник тайной полиции царской Болгарии, впоследствии агент западных спецслужб.[1]
- Георги Георгиев-Гец — Воевода, старый коммунист, командир партизанского отряда
- Петар Пенков — Симеон "Монька" Каназирев, полицейский начальник, работающий совместно с Велинским; одноклассник Деянова
- Коста Цонев — полковник Джон T. Перси
- Любомир Кабакчиев — Алексей Петрович Вершинин, советский разведчик
- Георги Попов — майор Вайсс
- Васил Попилиев — Шлоссер
- Пётр Слабаков — парашютист
- Стефан Илиев — майор Лесли, сотрудник британских спецслужб
- Любен Миладинов
- Димитр Миланов
- Стефан Гецов — полковник Бранев

## Съёмочная группа
- Режиссёры: Неделчо Чернев, Любомир Шарланджиев
- Авторы сценария: Свобода Бычварова, Евгений Константинов, Костадин Кюлюмов, Георгий Марков, Павел Вежинов
- Оператор: Эмил Вагенштайн
- Композиторы: Атанас Бояджиев, Петар Ступел
- Симфонический оркестр Болгарского радио и телевидения, дирижер Васил Стефанов

## Список серий

### Первая часть
1. Баржи (Шлеповете)
1923 год. Николе Деянову, Митко Бомбе и сыну полицейского офицера Симеону Каназиреву по 11-12 лет. В Болгарии только что подавлено Сентябрьское восстание. Арестованных повстанцев, среди которых Воевода и отец маленького Николы Деянова, сажают на баржу и топят её в реке. Спастись удается только Воеводе; он находит Деянова-младшего и переправляет его в Советский Союз. В первой серии происходит первая встреча Николы с Велинским.
2. Две гитары (Двете китари)
Проходит 14 лет. Во время Гражданской войны в Испании немецкая подводная лодка с подозрительной регулярностью перехватывает суда, идущие из СССР с грузами для республиканцев. Деянов, уже сотрудник советской разведки, отправляется в рейс на одном из пароходов и разоблачает немецкого агента на борту. Тот буквально на глазах всей команды ухитрялся слать сообщения с помощью рации, вмонтированной в гитару.
3. Часы с мелодией (Пеещият часовник)
Война в Испании. Деянов и Бомба бойцы интербригады. Майор Вайсс и Каназирев пытаются скомпрометировать Деянова перед испанскими соратниками, но Каназирева выдают часы с мелодией, доставшиеся от отца. Город захвачен неприятелем, Деянов участвует в спасении архивов интербригад.
4. Три восклицательных знака (Трите удивителни)
Деянов под именем Сержа Омона (Serge Aumond) работает в оккупированном немцами Париже. Туда в поисках Деянова приезжает Бомба. Майор Вайсс готовит операцию по захвату Деянова, но тот вместе с Бомбой оказываются хитрее.
5. Встречные поезда (Насрещни влакове)
Июнь 1941 года, нападение Германии на СССР. Немецкие и советские дипломаты высылаются домой во встречных поездах. Поезд с советскими дипломатами предполагается взорвать на территории Турции. Деянов проникает в поезд с целью предотвратить взрыв. В конце серии он и Вершинин спрыгивают с поезда и оказываются в Болгарии.
6. Без десяти восемь (Осем без десет)
Деянов и Вершинин пытаются найти укрытие в болгарской деревне. Велинский, зная об этом, подсылает в укрытие своего агента. Агент разоблачён, деревню захватывют партизаны под руководством Воеводы. Деянов и Воевода через много лет наконец встречаются.
7. Ослиная тропа (Магарешката пътека)
Болгарские партизаны ищут путь к секретному бункеру с оружием, окруженному минными полями. В то же время Бомба должен угнать вагон с оружием из состава охраняемого войсками поезда.
8. Цыганка (Циганката)
Деянов и Вершинин в поисках радиста и рации, чтобы восстановить передачу информации советскому командованию от лояльного генерала в болгарском штабе.
9. На каждом километре (На всеки километър)
Велинский и Каназирев узнаю́т о времени и месте партизанской конференции и готовятся разом схватить все руководство подполья. Чтобы отвлечь полицейские силы на себя, Деянов в последний момент организует дерзкий налет на полицейское управление. Полиция бросается в погоню за подпольщиками по загородной дороге, где у каждого километрового столба оставлен стрелок-одиночка. Бойцы гибнут один за другим, выигрывая время, пока партизанский отряд готовится атаковать врага. В этой серии звучит главная фраза всего фильма: «Мы — на каждом километре, отсюда и по всему миру!» (болг. Ние сме на всеки километър, от тук до края на света!)
10. Пасха (Великден)
В праздничный день Пасхи Деянов и Бомба осуществляют операцию по физическому устранению Каназирева, дослужившегося к тому времени до полковника.
11. Воскресший мертвец (Възкръсналият мъртвец)
Деянов проникает в тюрьму, где содержатся политические заключённые, чтобы выявить и устранить осведомителя тайной полиции, который находится среди них.
12. Рыцарский крест (Рицарският кръст)
Группа партизан-коммунистов ожидает прибытия советского агента со сведениями, необходимыми для осуществления государственного переворота в Болгарии при поддержке Красной Армии. Агент-парашютист схвачен и приговорён к расстрелу. Деянов, Вершинин и Бомба в последний момент увозят агента с собой.
13. Первый день (Първият ден)
Начало сентября 1944 года. Красная Армия приближается к столице Болгарии. Правительство предпринимает усилия, чтобы сохранить власть, партизаны и подпольщики, в свою очередь, делают все, чтобы власть перешла в руки коммунистов. 9 сентября это происходит. Велинский старается найти для себя выход из тяжелой ситуации. Ночью он встречается с Деяновым и, оценивая качества молодого коммуниста, пытается привлечь его на свою сторону. После эмоционального диалога Деянов отказался. Велинский нейтрализует Деянова, однако не убивает его и скрывается...

### Вторая часть
Во второй части сериала главные герои первой части продолжают бороться с внутренними и внешними врагами социалистической Болгарии, многие из которых также знакомы по первой части.  Так, Богдан Велинский становится главой международной шпионской сети, целью которой было уничтожение нового строя в Болгарии. Ему оказывает поддержку полковник Перси, агент американской разведки, работающий в Болгарии под прикрытием дипломатической службы.
1. День второй (Ден втори)
2. Ночи над Дравой (Нощи край Драва)
3. С чужим лицом (С чуждо лице)
4. После полуночи (След полунощ)
5. Тайна шифра (Тайната на шифъра)
6. Хищник (Хищникът)
7. 12 апостолов (12-те апостоли)
8. Шедевр Велинского (Шедьовърът на Велински)
9. Бал на острове (Бал на острова)
10. Урок терпимости (Урок по толерантност)
11. Двойник Алана Стенли (Двойникът на Алън Стенли)
12. Спустя годы (След години)
13. Большая скучная игра (Голямата скучна игра)

## Награды
- Актеры и съемочная группа удостоены Димитровской премии 1971 года.